# Sacrifice (film 1917)
Sacrifice è un film muto del 1917 diretto da Frank Reicher. Fu il debutto sullo schermo di Margaret Illington, una popolare attrice teatrale dell'epoca, qui impegnata nel doppio ruolo di due sorelle, ruolo scritto appositamente per lei da Charles Kenyon. Tra gli altri interpreti, Jack Holt, Winter Hall, Noah Beery.

## Trama
Stephen Stephani lascia Nordhoff insieme alla figlia Mary per visitare Zandria, un paese nemico, dove cerca di carpire i piani di guerra della nazione ostile. Lì, la giovane incontra Paul Ekald, un capitano zandriano, innamorandosene a prima vista. Mentre Mary resta per il momento a Zandria, Stephani rientra a Nordhoff. Intanto, Vesta, la sorellastra illegittima di Mary, è riuscita a impossessarsi di importanti piani di guerra sottratti al conte Wenzel. Ma, per prenderli, ha dovuto uccidere il conte. Mentre sta cercando di raggiungere Nordhoff, viene fermata al confine. Lì, trova anche Mary che aspetta di varcare la frontiera. Vasta la convince a scambiare con lei il suo passaporto, in modo da permetterle di lasciare il paese. Porta così a Nordhoff i piani tracciati con inchiostro invisibile sulla sua sottogonna. Nel frattempo, Mary viene arrestata e, accusata al posto di Vasta, condannata alla fucilazione. Vasa, dopo avere compiuto la sua missione e avere appreso il destino della sorella, torna indietro e rifà lo scambio con lei, permettendole di salvarsi. Dopo qualche tempo, viene dichiarata la pace e Mary può ricongiungersi all'uomo che ama.

## Produzione
Il film fu prodotto dalla Jesse L. Lasky Feature Play Company.

## Distribuzione
Il copyright del film, richiesto dalla Jesse L. Lasky Feature Play Co., fu registrato il 30 aprile 1917 con il numero LP10696.

Distribuito negli Stati Uniti dalla Paramount Pictures e dalla Famous Players-Lasky Corporation, il film uscì nelle sale cinematografiche il 3 maggio 1917.
La pellicola completa viene considerata perduta. Ne esistono solo alcuni frammenti conservati negli archivi della Library of Congress di Washington (il quinto rullo) e in quelli del George Eastman House di Rochester.